# Mai Charoenpura
Mai Charoenpura (Nascida em Bangkok, Tailândia, 5 de janeiro de 1969)  é uma cantora e atriz  tailandesa.

## Discografia

### Álbums
- Mai Muan ไม้ม้วน (1989)
- Mai Keed Fai ไม้ขีดไฟ (1990)
- Kwam Lap Sud Khoffa ความลับสุดขอบฟ้า (1992)
- Phee Suea Kab Phayu ผีเสื้อกับพายุ (1994)
- Chiwit Mai ชีวิตใหม่ (1997)
- Plaeng Rid แผลงฤทธิ์ (1998)
- Khon Dieaw Nai Hua Jai คนเดียวในหัวใจ (2002)
- Always Mai Samer Always ใหม่เสมอ (2006)

## Filmografia
- 1987 : Nang Nuan
- 2001 : The Legend of Suriyothai[4]
- 2008 : Memory
- 2009 : Meat Grinder
- 2010 : Still
- 2011 : Mai ka Mam don ka don